# Olyra latifolia
Olyra latifolia är en gräsart som beskrevs av Carl von Linné. Olyra latifolia ingår i släktet Olyra och familjen gräs. Inga underarter finns listade i Catalogue of Life.